# Сеймур, Уильям, 2-й герцог Сомерсет
Уильям Сеймур, 2-й герцог Сомерсет (англ. William Seymour, 2nd Duke of Somerset; 1588 — 24 октября 1660) — английский дворянин из рода Сеймуров.
Как потомок Генриха VII Тюдора (по линии его младшей дочери Марии) имел право претендовать на наследование английского престола. Вследствие тайного брака с другой претенденткой на трон, Арабеллой Стюарт, был заключён в Тауэр, позднее сбежал и провёл несколько лет в изгнании. По возвращении в Англию сумел добиться прощения у короля Якова I Стюарта.
Принимал участие в Английской революции, выступая сторонником короля Карла I Стюарта.

## Биография

### Происхождение и семья
Уильям происходил из древнего рода Сеймуров и был вторым сыном Эдварда Сеймура, виконта Бошана, и Оноры Роджерс. По линии отца он был внуком Эдварда Сеймура, 1-го графа Хартфорда и его жены леди Катерины Грей, внучатой племянницы короля Генриха VIII Тюдора. По условиям завещания Генриха от 1546 года леди Катерина и её потомки имели право наследовать английский трон. Однако из-за того, что в 1560 году граф Хартфорд и Катерина Грей поженились тайно и без королевского разрешения, их брак был признан недействительным, а их сыновья — незаконнорожденными, вследствие чего они утратили возможность претендовать на корону. В 1608 году Хартфорд смог предоставить доказательства законности своего брака, но король Яков I Стюарт весьма неохотно согласился восстановить лишь права семейства на наследование графского титула, но отказался признать легитимность их прав на престол, поскольку, как и Елизавета, всегда опасался других наследников. Виконт Бошан, старший сын Хартфорда, умер ещё при жизни отца, в 1612 году, а старший сын самого Бошана скончался в 1618 году. Наследником Хартфорда стал Уильям Сеймур.
О его детстве и юности известно немногое. Он был принят в колледж Магдалины Оксфордского университета 16 апреля 1605 года и получил степень бакалавра наук 9 декабря 1607 года. Позже он получил звание магистра искусств (31 августа 1636 года), а затем докторскую степень (12 августа 1645 года). В отличие от своих сверстников он был всерьёз увлечён учёбой и по словам историка и современника Сеймура, графа Кларендона, всем другим занятиям он предпочитал чтение книг.

### Тайный брак

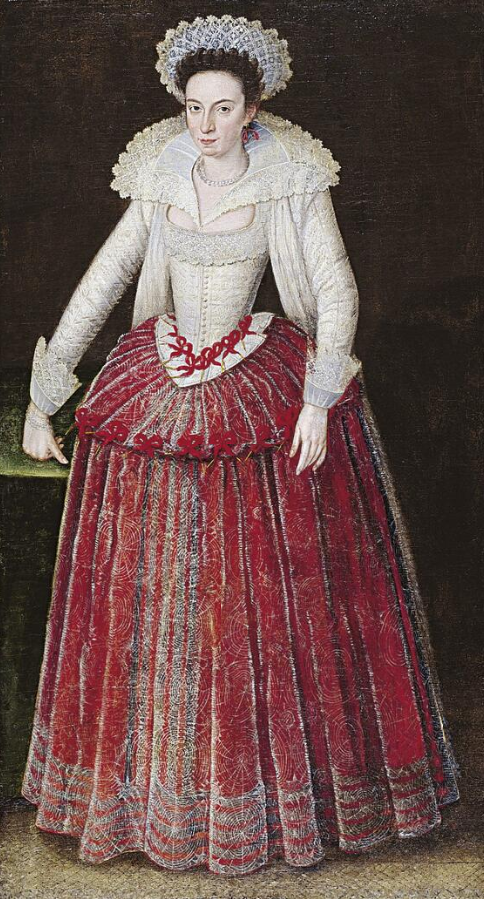
Портрет леди Арабеллы Стюарт работы Маркуса Герардса-младшего, между 1605 и 1610 годами

Дед Сеймура, граф Хартфорд, начал строить планы относительно брака своего старшего внука ещё в начале 1600-х годов при жизни королевы Елизаветы Тюдор. Тогда он возлагал надежды на Эдварда, старшего сына лорда Бошана. В своё время Бошан заключил невыгодную для себя партию с недостаточно знатной Онорой Роджерс, лишившись возможности притязать на престол. Теперь Хартфорд надеялся, что брак его внука с подходящей невестой сможет восстановить её. Его выбор пал на леди Арабеллу Стюарт, правнучку Маргарет Тюдор. Она была единственной дочерью графа Леннокса и Элизабет Кавендиш. Несмотря на шотландские корни, Арабелла, как и её родители, была урождённой англичанкой, благодаря чему её притязания многими считались более правомерными, нежели притязания Якова Стюарта, родившегося в Шотландии. Хартфорд полагал, что альянс двух потомков Тюдоров мог обрести широкую поддержку среди населения королевства. Но ему пришлось отказаться от своих намерений после беседы с государственным секретарём Робертом Сесилом, который поддерживал кандидатуру Якова в качестве преемника королевы Елизаветы.
Яков Стюарт взошёл на трон Англии в марте 1603 года, и в июле Арабелла появилась при дворе нового короля. Достоверно неизвестно, когда и при каких обстоятельствах Уильям Сеймур познакомился с ней. Это могло произойти в 1605 или 1606 году в Оксфорде, куда с визитом приезжали принц Уэльский и король Кристиан Датский, либо в 1607 году, когда Сеймур прибыл к королевскому двору.
Уильям Сеймур и Арабелла Стюарт тайно обвенчались в Гринвиче 22 июня 1610 года без королевского разрешения. Семнадцать дней спустя об их браке стало известно, и это событие вызвало недовольство короля. Яков рассматривал союз двух потенциальных наследников как угрозу правящей династии: объединение линий старшей и младшей сестёр Генриха VIII представляло весомую альтернативу правлению весьма непопулярного короля. В итоге Уильям был брошен в Тауэр, а Арабеллу приговорили к домашнему аресту в Ламбете. Благодаря стараниям тётки Арабеллы, графини Шрусбери, им обоим удалось бежать 3-4 июня 1611 года. Но Арабелла была поймана и отправлена в Тауэр, а Сеймур благополучно добрался до континента. Он обосновался в Остенде, где проживал вплоть до января 1616 года. Арабелла находилась в заключении до самой смерти. Она скончалась 25 сентября 1615 года после долгой болезни, усугубившейся отказом от пищи. Она была похоронена в Вестминстерском аббатстве.

### При дворе Стюартов
Уильям Сеймур оставался в изгнании до 1616 года при финансовой поддержке деда, графа Хартфорда, и несколько месяцев спустя после смерти Арабеллы отправил королю Якову письмо с просьбой позволить ему вернуться домой. Король ответил согласием и по возвращении Сеймура в Англию помиловал его. Постепенно Сеймур восстановил своё положение при королевском дворе, и в ноябре того же года был пожалован в рыцари Бани. Тем не менее он не получал более ни одного знака королевской милости от Якова Стюарта до тех пор, пока в 1621 году не умер старый граф Хартфорд. Уильям, как его единственный оставшийся в живых наследник мужского пола, унаследовал графский титул.
За год до смерти Хартфорда Сеймур был избран членом парламента от Марлборо, графство Уилтшир, но в связи с наследованием пэрства он переместился из палаты общин в палату лордов. Поначалу его деятельность в парламенте не ознаменовалась какими-либо заметными действиями. Несмотря на поддержку принца Уэльского, он присутствовал лишь на одном заседании, и не сохранилось никаких свидетельств о его выступлениях. Однако уже в правление короля Карла I Стюарта он часто выступал в оппозиции к монарху и его фавориту, герцогу Бекингему. Кроме того, ещё в 1618 году Сеймур породнился с графом Эссексом, женившись на его сестре, леди Фрэнсис. Они были близкими друзьями, и как Сеймур, Эссекс был критично настроен к политике Стюартов и с презрением относился к Бекингему. Вероятно, в совокупности эти события привели к тому, что на протяжении правления Карла Стюарта Сеймур был отстранён от королевского двора. В 1639 году он получил пост лорда-наместника графства Сомерсет, хотя это произошло лишь потому, что граф Пембрук, занимавший эту должность, участвовал в первой кампании короля Карла против шотландских ковенантеров.

## Браки и потомство

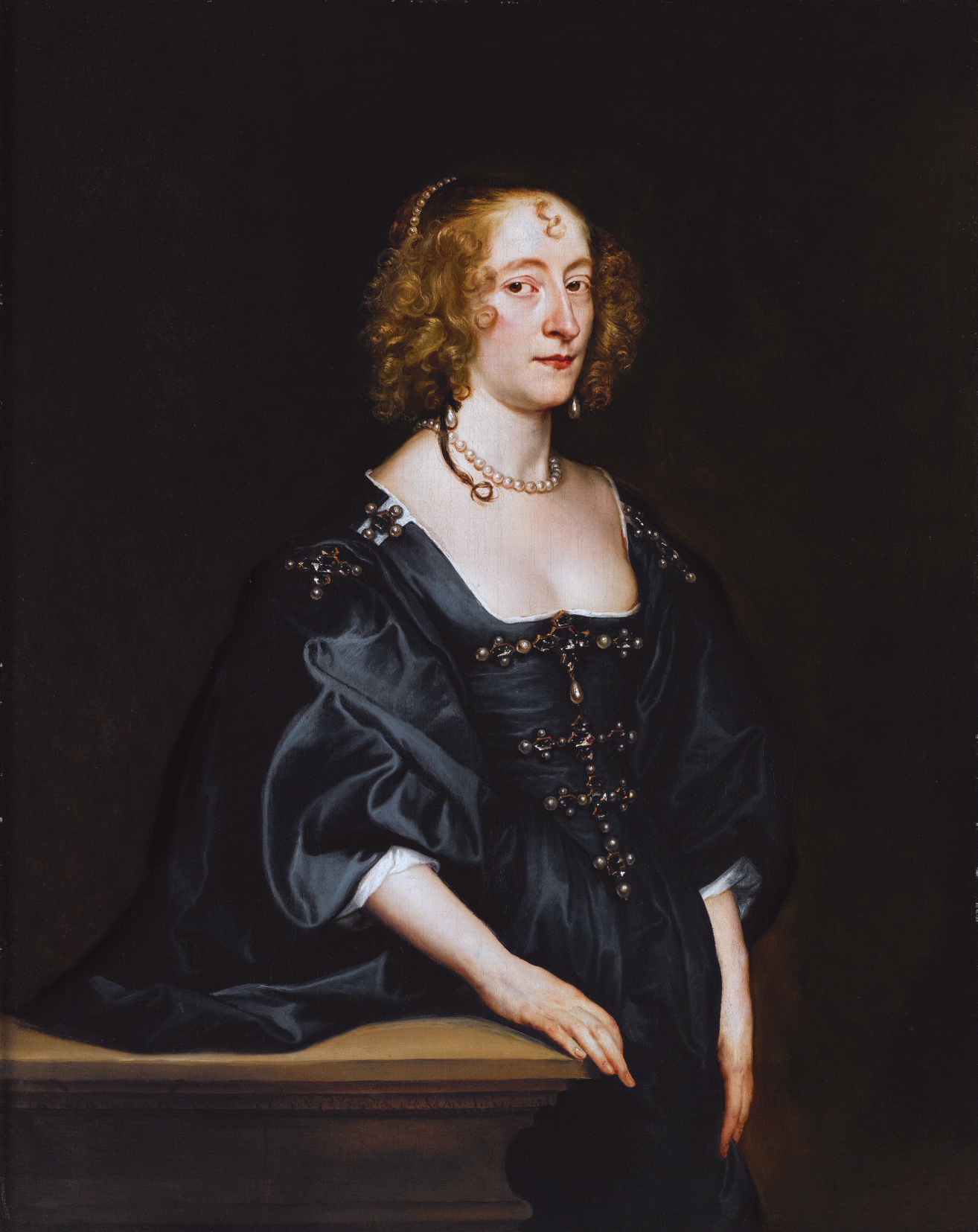
Портрет леди Фрэнсис Деверё работы Антониса ван Дейка, XVII век

Уильям Сеймур был женат дважды. Летом 1610 года он тайно обвенчался с леди Арабеллой Стюарт, дочерью Чарльза Стюарта, графа Леннокса, и Элизабет Кавендиш. Этот брак был бездетным.
В апреле 1618 года его второй женой стала леди Фрэнсис Деверё, дочь Роберта, 2-го графа Эссекса, и Фрэнсис Уолсингем. Их дети:
- леди Фрэнсис Сеймур (1618—1685), была замужем трижды: за Ричардом Молиньё, 2-м виконтом Молиньё[англ.], за Томасом Ризли, 4-м графом Саутгемптоном[англ.], и за Коньерсом Дарси, 2-м графом Холдернессом[англ.];
- Уильям Сеймур (1621 — 16 июня 1642), умер при жизни отца;
- Роберт Сеймур (1622—1646), умер при жизни отца;
- Генри Сеймур, лорд Бошан[англ.] (1626 — 30 марта 1654), был женат на Мэри Кэпелл, умер при жизни отца. Его старший сын Уильям унаследовал титул герцога Сомерсета в 1660 году;
- леди Мэри Сеймур (1637 — 10 апреля 1673), была замужем за Хиниджем Финчем, 3-м графом Уинчилси;
- леди Джейн Сеймур (1637 — 23 ноября 1679), была замужем за Чарльзом Бойлом, 3-м виконтом Дангарваном;
- Джон Сеймур, 4-й герцог Сомерсет (1646 — 29 апреля 1675), унаследовал герцогский титул от своего неженатого и бездетного племянника в 1671 году. Был женат на Саре Олстон и умер, не оставив потомства. Титул перешёл к его двоюродному племяннику, Фрэнсису Сеймуру, барону Сеймуру из Троубриджа.